# Anders Kullbergstjärnen
Anders Kullbergstjärnen är en sjö i Arvidsjaurs kommun i Lappland och ingår i Piteälvens huvudavrinningsområde.